# یوزاس ژبراوسکاس
یوزاس ژبراوسکاس (لیتوانیایی: Juozas Žebrauskas; ۳۱ اوت ۱۹۰۴ – ۱۴ مهٔ ۱۹۳۳) بازیکن فوتبال اهل لیتوانی بود.
از باشگاه‌هایی که در آن بازی کرده‌است می‌توان به باشگاه فوتبال کاونو ژالگیریس اشاره کرد.
وی همچنین در تیم ملی فوتبال لیتوانی بازی کرده‌است.